# Born from Pain
Born from Pain é uma banda de hardcore punk dos Países Baixos.

## Integrante
- Kevin Otto - vocal
- Rob Franssen - baixo
- Dominik Stammen - guitarra
- Karl Fieldhouse - guitarra
- Roel Klomp - Bateria

### Ex-integrantes
- Ché Snelting - vocal